# Jackie Akello
Jackie Akello là ca sĩ/người viết bài hát Uganda và doanh nhân với thương hiệu cà phê Village Belle mà cô ra mắt năm 2017. Cô hát bằng tiếng Acholi, tiếng Luganda, tiếng Swords và tiếng Anh. Cô được biết đến với bản hit ballard tình yêu "Amari", một bản hit phúc âm "Samanya" với Levixone và một bản nhạc pop theo chủ đề chiến tranh "Apwoyo". Akello là một phụ nữ Acholi đến từ miền bắc Uganda và hầu hết các bài hát của cô như "Apwoyo" nói về sự đau khổ của Acholi cả trong và sau cuộc chiến tranh của quân đội kháng chiến Lord đã rời khỏi nhà của họ trong một thời gian dài.

## Sự nghiệp

### Âm nhạc
Jackie đã tham gia một số ban nhạc biểu diễn trực tiếp trước khi đi solo. Cô là thành viên của Janzi, The Sundowners và sau đó là ban nhạc Amari Band riêng của cô. Cô đã làm việc với Levixone cho ra đĩa đơn phúc âm "Samanya". Cô cũng từng làm việc với các nhạc sĩ khác như Kaweesa, Suzan Kerunen, Myko Ouma, Tshila và Kinobe Herbert.
Cô đã làm ca sĩ nền cho Lilian Mbabazi trong các bài hát bao gồm "Vitamin". Jackie đảm nhận vai trò diễn xuất trong video "Busaballa" của Maurice Kirya với vai Proscovia.
Cô đã biểu diễn trên các sân khấu trực tiếp bao gồm World Music Day 2014 và 2017 ở Kampala, lễ hội Blankets and Wine, lễ hội Bayimba và nhiều sự kiện riêng tư và công cộng khác. Cô cũng đi lưu diễn ở Pháp
Jackie cũng thực hiện bài hát mang tên "Black Yellow Red", một dự án gồm nhiều dàn sao với Cindy, Irene Ntale, Michael Ross, Viboyo, Nick Nola và nhiều người khác. Cô cũng hợp tác với Mun * G và T-Bro trong bài hát "Ffena awamu". Cô cũng đã đi ra ngoài quốc tế và tham gia vào các dự án Singing wells/Abubilla Music tại Vương quốc Anh, nơi cô đã làm việc với các nghệ sĩ khác nhau từ Đông Phi.
Cô đã trình diễn trước khách mời Forest Whitaker trong chuyến viếng thăm của ông ở Ucraina để bảo vệ các sáng kiến phát triển hòa bình và phát triển thông qua những người trẻ tuổi.

### Kinh doanh cà phê
Vào năm 2017, Jackie đã ra mắt thương hiệu cà phê Village Belle của riêng mình mà cô nói rằng cô đã ấp ủ từ lâu.

## Danh sách đĩa nhạc

### Album
- Akello Music

### Bài hát
- Amari
- Apwoyo
- Samanya
- Wan Wilobo

## Đề cử & giải thưởng
| Awards | Awards      | Awards            | Awards     | Awards  |
| Năm    | Giải        | Hạng mục          | Song       | Kết quả |
| ------ | ----------- | ----------------- | ---------- | ------- |
| 2018   | VIGA Awards | Jazz-Soul-Country | Hallelujah | TBA     |